# Kęstutis Jucevičius
Kęstutis Jucevičius (* 3. August 1968 in Dapkūniškiai, Rajongemeinde Molėtai) ist ein litauischer Jurist und FNTT-Direktor.

## Leben
Nach dem Abitur in Balninkai leistete er den Sowjetarmeedienst. 1993 absolvierte er das Studium an der Lietuvos policijos akademija und 2003 das Masterstudium der Wirtschaft an der Kauno technologijos universitetas. Ab 1989 arbeitete er in der Miliz in Molėtai. Von 1993 bis 1997 war er Inspektor und danach Oberinspektor in der Litauischen Kriminalpolizei bei Policijos departamentas am Innenministerium Litauens. Von 1997 bis 1998 leitete er die Abteilung Utena und von 1999 bis 2001 Abteilung Kaunas des Departaments für Steuerpolizei. Von 2002 bis 2011 leitete er die Abteilung für operative Tätigkeit von FNTT, von 2011 bis 2012 Unterabteilung  für operative Tätigkeit der Abteilung für Sonderaufgaben von FNTT. 2009 wurde er von Andrius Kubilius zum Oberst im Innendienst  befördert.
Seit März 2012 ist er Direktor von FNTT, ernannt vom Innenminister Raimundas Palaitis. Oktober 2013 wurde er von Algirdas Butkevičius zum General im Innendienst befördert.